# Петрушанский, Борис Хаимович
Бори́с Ха́имович Петруша́нский (1 января 1947 — 30 декабря 2017) — российский режиссёр и сценарист, художник кино, преподаватель.

## Биография
В 1973 году окончил Ленинградский государственный институт театра, музыки и кинематографии по специальности «художник-постановщик и технолог сцены».
На протяжении многих лет являлся генеральным директором (2001—2011) и художником клоун-мим театра «Лицедеи». Создал логотип «Лицедеи».
Один из основателей Ленинградского клуба карикатуры.
С 2000 года в Петербургском институте кино и телевидения преподавал дисциплины «Мастерство художника фильма» и «Рисунок»; доцент кафедры операторского искусства.
Умер от инфаркта миокарда.

## Творчество
В качестве художника-дизайнера создал более 200 афиш, плакатов и буклетов к спектаклям российских и зарубежных театров. Оформил более 50 книг и журналов в различных издательствах.
Участвовал в качестве режиссёра, сценариста и художника в создании более 60 фильмов.
художник-постановщик
- LoDka (театр «Семьянюки»)[3]

### Фильмография
| Год  |   | Название        | Роль   |
| ---- | - | --------------- | ------ |
| 1993 | ф | Жизнь с идиотом | эпизод |

| Год       |     | Название                              | Примечание                    |
| --------- | --- | ------------------------------------- | ----------------------------- |
| 1978      | ф   | Остров Серафимы                       | художник                      |
| 1981      | ф   | Два голоса                            | художник-постановщик          |
| 1982      | ф   | Дом                                   | художник                      |
| 1982      | ф   | Дом у дороги                          | художник                      |
| 1982      | док | Поклонилась весна кузнецу             | художник                      |
| 1982      | кор | Идеалистка                            | художник                      |
| 1982      | ф   | Продавец птиц                         | художник                      |
| 1983      | ф   | Графоман                              | художник                      |
| 1983      | ф   | Карамболина-карамболетта              | художник                      |
| 1983      | ф   | Не хочу быть несчастливым             | художник                      |
| 1984      | док | Лицедеи                               | художник                      |
| 1984      | ф   | Перегон                               | художник                      |
| 1985      | ф   | Гум-Гам                               | художник-постановщик          |
| 1985      | кор | Мы — клоуны                           | сценарист                     |
| 1985      | ф   | Принц и нищий                         | художник                      |
| 1985      | кор | Четыре клоуна под одной крышей        | художник                      |
| 1985      | док | Радостная душа                        | сценарист                     |
| 1986      | ф   | Дядя Ваня. Сцены из деревенской жизни | художник                      |
| 1987      | ф   | Счастливый случай                     | художник                      |
| 1987      | ф   | Железный дождь                        | художник                      |
| 1988      | ф   | Физики                                | художник                      |
| 1992      | ф   | Ангелы в раю                          | художник                      |
| 1994—1998 | с   | Железные бабки                        | режиссёр, сценарист, художник |
| 1996      | кор | Недотепы                              | художник                      |
| 2015      | ф   | Клад                                  | художник                      |

## Награды
- Премия советских профсоюзов в области литературы, искусства и журналистики[2]
- Национальная ежегодная премия «Лучший руководитель года 2009»[2]
- Лауреат фестиваля «Золотой Остап» в номинации «Мастер» (2001)[2][4]
- приз «Бронзовый Чаплин» (2003)[2][4]